# Luis Alberto Varela
Luis Alberto Varela Marichal (Montevideo, 22 de agosto de 1941-Montevideo, 25 de junio de 2021) fue un futbolista uruguayo que jugaba como lateral izquierdo, campeón mundial con Peñarol en la Copa Intercontinental 1966 y capitán de la selección uruguaya que obtuvo el Campeonato Sudamericano 1967.

## Biografía
Nació en Montevideo, en el barrio de Sayago. Primo de Obdulio Varela por parte de padre, después de probarse sin éxito en Nacional jugó tres años en el departamento de San José, en Gramón y en el Club Atlético Central, e integró la selección departamental. En 1963 pasó de Central de San José a Liverpool, donde permaneció siete meses. En ese mismo año Liverpool descendió.
En 1964 pasó a Peñarol en reemplazo de Roberto Matosas, quien había sido transferido a River Plate de Argentina. Bajo las órdenes de Roque Gastón Maspoli, debutó en el estadio Olímpico de Roma ante Roma, en un empate a 1.
No pudo jugar la final de la Copa Libertadores 1966, ganada por Peñarol ante River Plate de Argentina, pues el día anterior al partido, en un entrenamiento, recibió un pelotazo de Pedro Virgilio Rocha que le produjo peritonitis y tuvo que ser intervenido de urgencia. La lesión también le impidió jugar la Copa Mundial de 1966 en Inglaterra. 
A su regreso a la actividad pudo disputar con Peñarol los partidos de ida y vuelta de la Copa Intercontinental 1966 ante el Real de Madrid, con los que Peñarol se consagró campeón mundial por segunda vez.
Obtuvo cuatro campeonatos uruguayos con Peñarol, todos ellos de forma invicta: 1964, 1965, 1967 y 1968. También integró el plantel que obtuvo la Supercopa de Campeones Intercontinentales 1969.
Con la selección uruguaya y con la dirección técnica de Juan Carlos Corazzo, obtuvo el Campeonato Sudamericano 1967. Fue capitán de la selección durante el torneo.
En 1969 dejó de jugar en Peñarol. Su retiro del fútbol a los veintiocho años se debió a las secuelas de una lesión sufrida en la segunda final contra el Real de Madrid. A los doce minutos del partido Julio César Cortés le lesionó la rodilla en forma accidental, cuando ambos trataban de marcar al español Amancio.
En 1971 tuvo un breve pasaje por Sud América. El club también había contratado otros jugadores destacados de los años 60 (Mantegazza, Joya, «Cococho» Álvarez, Nery Castillo, etc.) pero no pudo evitar descender a segunda división.